# 費爾菲爾德 (加利福尼亞州)
費爾菲爾德（英語：Fairfield）是美國加利福尼亞州索拉諾縣縣治。面積97.6平方公里，2006年人口104,897人。
1859年建立，城名紀念創建者的家鄉、康乃狄克州的費爾菲爾德。1903年建市。